# Hrad Hermann
Hermann (estonsky Hermanni linnus, zvaný též Narvský hrad či Narvská pevnost) je středověký hrad v estonském městě Narva. Postaven byl okolo roku 1256 Dány, kteří oblast v té době ovládli. Původně byl dřevěný a sloužil jako pohraniční pevnost na řece Narva (tehdy bránil vpádům Pskova a Novgorodu, dodnes leží na hranici s Ruskem a hned za řekou ční proti Hermannu Ivangorodská pevnost - jsou tak blízko sebe, že nezasvěcení je považují často za jeden celek). Pod ochranou tvrze se z dřívější osady vyvinulo město Narva, které v první polovině 14. století získalo městská práva. Na počátku tohoto století získal hrad kamenné opevnění.

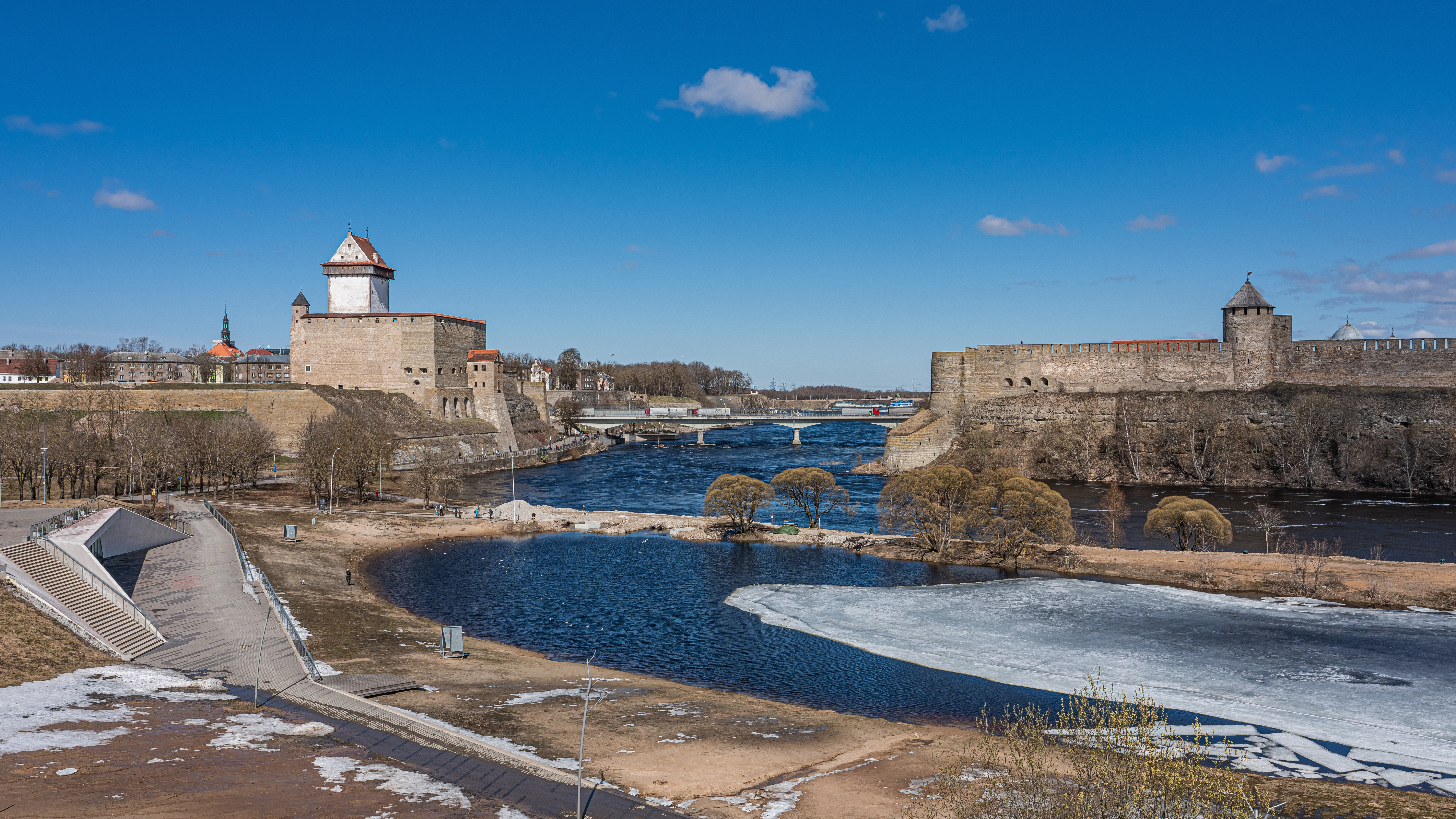
Hermann vlevo, Ivangorodská pevnost vpravo, mezi nimi hraniční řeka

Počátkem 14. století bylo na severní straně tvrze zřízeno malé předhradí a v polovině století bylo k západní straně přistavěno velké předhradí, kde se mohli ukrývat občané v případě války (Narva nebyla obehnána hradbami). V roce 1346 prodal dánský král Valdemar IV. severní Estonsko včetně Narvy Livonskému řádu, který budovu podle svých potřeb přestavěl na klášter. Navzdory tomu z větší části zachoval původní půdorys s mohutnými křídly a nádvořím uprostřed. Livonští rytíři přistavěli Hermannovu věž, jež je dodnes vizuální dominantou hradu. Měří 51 metrů.
Rusko na to v roce 1492 reagovalo založením pevnosti Ivangorod na protější straně řeky. Řád též obehnal město hradbou (byla zbourána v roce 1777). Ke konci vlády Livonského řádu v 16. století bylo několik hradebních věží upraveno jako speciální dělové věže nebo rondely, z nichž dva jsou k vidění v rekonstruované podobě v rozích západního nádvoří hradu. V letech 1558 až 1704 byl hrad ve švédském držení, poté v ruském. Jako většina Narvy byl téměř úplně zničen za druhé světové války. Po válce chátral, v sedmdesátých a osmdesátých letech 20. století prošel rozsáhlou rekonstrukcí. Od té doby je v něm muzeum věnované především dějinám města Narvy. Od roku 1993 stála na nádvoří hradu socha Vladimira Lenina, původně vztyčená v roce 1957 na Peetriho náměstí. Byla to poslední socha Lenina ve veřejném prostoru v pobaltských státech. V prosinci 2022 byla v rámci renovačních prací odstraněna.